# Seznam samostanskih knjižnic v Sloveniji
Večje samostanske knjižnice na ozemlju Slovenije so nastajale vzporedno z nastajanjem samostanov od 11. stoletja dalje, bile so pomembne za teološko, kulturno, umetniško in gospodarsko življenje samostanov ter njihovega okolja v Sloveniji. Do danes so se ohranile v precej okrnjeni sestavi sledeče knjižnice:
- Knjižnica Cistercijanske opatije Stična
- Knjižnica kartuzije Pleterje
- Knjižnica minoritskega samostana sv. Petra in Pavla Ptuj
- Knjižnica minoritskega samostana sv. Frančiška Asiškega Piran
- Knjižnica frančiškanskega samostana Ljubljana - Center
- Knjižnica frančiškanskega samostana Novo mesto
- Knjižnica frančiškanskega samostana Kamnik
- Knjižnica frančiškanskega samostana sv. Ane Koper
- Knjižnica frančiškanskega samostana Nazarje
- Knjižnica samostana Kostanjevica v Novi Gorici
- Knjižnica frančiškanskega samostana sv. Trojica v Slovenskih goricah
- Knjižnica frančiškanskega samostana Sveta gora pri Gorici
- Knjižnica frančiškanskega samostana Maribor
- Knjižnica kapucinskega samostana Vipavski Križ
- Knjižnica kapucinskega samostana Krško
- Knjižnica kapucinskega samostana Škofja Loka
- Knjižnica kapucinskega samostana Maribor
- Knjižnica kapucinskega samostana Celje
- Knjižnica kolegiatnega kapitlja Novo mesto
- Knjižnica Petra Pavla Glavarja Komenda
- Semeniška knjižnica Ljubljana

Veliko knjižnega fonda v teh knjižnicah je zgorelo v raznih požarih in vojnah ali propadlo zaradi slabega vzdrževanja.